# تقریب پوش کندتغییر
در فیزیک، تقریب پوش کندتغییر (SVEA، که گاهی تقریب نامتقارن کندتغییر یا SVAA نیز نامیده می‌شود) به این شکل تصور می‌شود که تغییرات زمانی و مکانی پوش پالس موجی که به جلو حرکت می‌کند در طول یک دوره یا طول موج آن موج ناچیز باشد. این تقریب مستلزم آن است که طیف سیگنال پهنای باریک داشته باشد — از این رو به آن تقریب باندباریک نیز گفته می‌شود.
با استفاده از این تقریب حل معادلات حاصل در بسیاری از موارد آسان‌تر از معادلات اصلی خواهد بود، و مرتبهٔ تمام یا برخی از مشتقات جزئی مراتب بالا را کاهش می‌دهد. اما اعتبار مفروضاتی که مطرح می‌شود نیاز به توجیه دارد.

## مثال
به عنوان مثال، معادله موج الکترومغناطیسی را در نظر بگیرید:
{\displaystyle \nabla ^{2}E-\mu _{0}\,\varepsilon _{0}\,{\frac {\partial ^{2}E}{\partial t^{2}}}=0.}
اگر k‌0 و ω‌0 عدد موج و فرکانس زاویه‌ای موج حامل (مشخصه) برای سیگنال E(r, t) باشند، نمایش زیر مفید خواهد بود:
{\displaystyle E(\mathbf {r} ,t)=\Re \left\{E_{0}(\mathbf {r} ,t)\,e^{i\,(\mathbf {k} _{0}\,\cdot \,\mathbf {r} -\omega _{0}\,t)}\right\},}
که {\displaystyle \scriptstyle \Re \{\cdot \}} قسمت حقیقی مقدار عبارت داخل براکت را نشان می‌دهد.
در تقریب پوش کندتغییر (SVEA) فرض می‌شود که دامنه مختلط E0(r, t) فقط با r و t به آرامی تغییر می‌کند. تلویحاً E0(r, t) مواجی را نشان می‌دهد که به سمت جلو و در جهت k0 منتشر می‌شود. در نتیجه کند تغییر بودن E0(r, t)، هنگام مشتق‌گیری، مشتقات بالاترین مرتبه ممکن است نادیده گرفته شوند:
{\textstyle \displaystyle \left|{\frac {\partial ^{2}E_{0}}{\partial t^{2}}}\right|\ll \left|\omega _{0}\,{\frac {\partial E_{0}}{\partial t}}\right|,}  و     {\textstyle \displaystyle \left|\nabla ^{2}E_{0}\right|\ll \left|{\vec {k}}_{0}\cdot \nabla E_{0}\right|}  که    {\displaystyle k_{0}=|\mathbf {k} _{0}|.}

### تقریب کامل
در نتیجه، معادله موج در SVEA به صورت زیر درمی‌آید:
{\displaystyle 2\,i\ \mathbf {k} _{0}\ \cdot \nabla E_{0}+2\ i\ \omega _{0}\ \mu _{0}\ \varepsilon _{0}\ {\frac {\partial E_{0}}{\partial t}}-\left(k_{0}^{2}-\omega _{0}^{2}\ \mu _{0}\ \varepsilon _{0}\right)\ E_{0}=0.}
آسانتر آن است که k0 و ω0 را انتخاب کنیم تا رابطه پراکندگی را برآورده کنند:
{\displaystyle k_{0}^{2}-\omega _{0}^{2}\ \mu _{0}\ \varepsilon _{0}=0.\ }
این رابطه تقریب گفته شده را به معادله موج اعمال می‌کند، در نتیجه تقریب پوش کندتغییر معادلهٔ موج خواهد شد:
{\displaystyle \mathbf {k} _{0}\cdot \nabla E_{0}+\omega _{0}\ \mu _{0}\ \varepsilon _{0}\,{\frac {\partial E_{0}}{\partial t}}=0.}